# 40 Aurigae
40 Aurigae, som är stjärnans Flamsteed-beteckning, är en dubbelstjärna i den mellersta delen av stjärnbilden Kusken. Den har en genomsnittlig skenbar magnitud på ca 5,42 och är svagt synlig för blotta ögat där ljusföroreningar ej förekommer. Baserat på parallaxmätning inom Hipparcosuppdraget på ca 9,6 mas, beräknas den befinna sig på ett avstånd på ca 340 ljusår (ca 104 parsek) från solen. Den rör sig bort från solen med en heliocentrisk radialhastighet på ca 17 km/s.

## Egenskaper
Primärstjärnan 40 Aurigae A är en blå till vit stjärna i huvudserien av spektralklass kA7 I VmF2, som visar ovanliga absorptionslinjer i dess spektrum och är en Am-stjärna. Den har en radie som är ca 5,6 solradier och utsänder ca 65 gånger mera energi än solen från dess fotosfär vid en effektiv temperatur på ca 7 800 K.
40 Aurigae är en spektroskopisk dubbelstjärna, vilket betyder att de två stjärnorna är för nära varandra för att kunna upplösas individuellt, men periodiska Dopplerförskjutningar i deras spektra anger att de måste vara i omloppsrörelse. I detta fall kan ljus från båda stjärnorna detekteras och den är således en dubbelsidig spektroskopisk dubbelstjärna. De två har en omloppsperiod på 28,28 dygn och en ganska stor excentricitet på 0,56.
40 Aurigae är också en misstänkt variabel stjärna, som har visuell magnitud +5,42 och företer variationer med 0,01 magnituder i amplitud.